# Ujung Padang (Halongonan)
Ujung Padang is een bestuurslaag in het regentschap Padang Lawas Utara van de provincie Noord-Sumatra, Indonesië. Ujung Padang telt 293 inwoners (volkstelling 2010).